# Zygfryd II z Eppsteinu
Zygfryd II z Eppsteinu (ur. ok. 1165, zm. 9 września 1230 w Erfurcie) – arcybiskup Moguncji i książę-elektor Rzeszy w latach 1200–1230, arcykanclerz Świętego Cesarstwa Rzymskiego.

## Życiorys
Zygfryd pochodził z rodziny hrabiów Eppsteinu, był synem hrabiego Gotfryda I. W końcu lat 80. i w latach 90. XII w. był prepozytem w Moguncji i Wormacji. W 1200 r. został wybrany przez mniejszość mogunckiej kapituły na arcybiskupa – większość opowiedziała się za kandydatem popieranym przez Hohenstaufów, Leopoldem z Schönfeld. Zygfryd zdołał opanować Moguncję dopiero z pomocą rywala Saufów, Ottona IV Welfa, którego 24 grudnia 1200 r. ukoronował na króla Niemiec. Sam w 1201 r. ostatecznie został wyświęcony na arcybiskupa, a w 1202 r. otrzymał paliusz, jednak nie mógł sprawować faktycznych rządów w Moguncji. W 1206 r. musiał uciekać do Rzymu, gdzie został przyjęty przez papieża Innocentego III. Według Annales Colonenses Maximi miał wówczas otrzymać godność kardynała prezbitera Santa Sabina, informacji tej nie potwierdzają jednak dokumenty papieskie. Po śmierci Filipa Hohenstaufa w 1208 r., które oznaczało zwycięstwo Ottona IV Welfa, Zygfryd powrócił do Rzeszy i objął faktycznie funkcję arcybiskupa Moguncji. Zwołał sejm Rzeszy do Frankfurtu i przeprowadził na nim w 1209 r. powtórny wybór Ottona IV na króla Niemiec.
Wkrótce doszło do rozłamu między Ottonem IV i papieżem Innocentym III. Zygfryd wówczas zmienił stronnictwo – opuścił obóz Welfów i przyłączył się do Fryderyka II Hohenstaufa, a papież mianował go legatem. W 1212 r. pod przewodnictwem Zygfryda dokonano wyboru Fryderyka na króla Niemiec, a sam Zygfryd koronował go w Moguncji. W 1215 r., po klęsce Ottona IV w bitwie pod Bouvines, dokonał powtórnej koronacji Fryderyka (tym razem w Akwizgranie). W tym samym roku wziął udział w soborze laterańskim w Rzymie. W 1220 r. najprawdopodobniej brał udział w elekcji na króla Niemiec syna Fryderyka, Henryka (VII), a następnie w tym samym roku brał udział w koronacji cesarskiej Fryderyka w Rzymie. W 1228 r. koronował w Pradze Wacława I na króla Czech, potwierdzając prawo arcybiskupów mogunckich do koronowania królów czeskich.
Związki Zygfryda z Hohenstaufami pozwoliły na znaczne umocnienie jego pozycji osobistej oraz znaczenia księstwa arcybiskupiego. Zygfryd był świadkiem głównych przywilejów udzielonych przez Fryderyka II (w tym Złotej Bulli z Chebu z 1213 r.). Zapobiegł podniesieniu biskupa praskiego do rangi arcybiskupa, co znacznie uszczupliłoby znaczenie Moguncji. Dzięki królewskim przywilejom otrzymał kopalnie srebra w Lahnsteinie i bogate opactwo w Lorsch. Rozszerzał granice księstwa dzięki zakupom i zastawom.
Zapewnił, że po jego śmierci kolejnym arcybiskupem Moguncji został jego bratanek Zygfryd III. W kolejnych latach XIII w. funkcję tę pełnili jeszcze przedstawiciele dwóch kolejnych generacji rodu z Eppsteinu: od 1259 r. Werner, a od 1288 r. Gerard.